# Oliver Moldenhauer

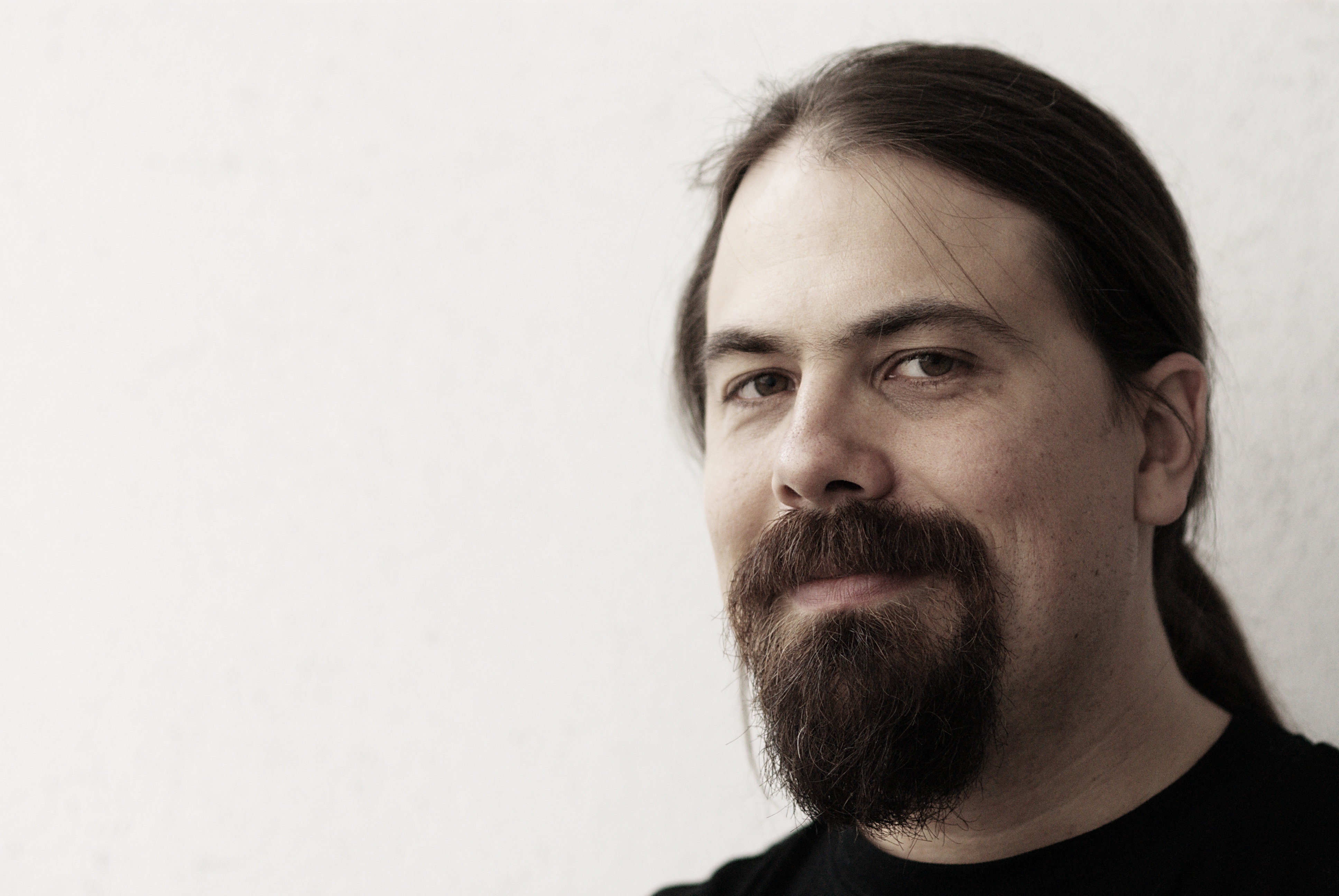
Oliver Moldenhauer (2009)

Oliver Moldenhauer (* 17. Dezember 1970 in Hamburg) ist ein deutscher NGO-Gründer, Geschäftsführer und politischer Aktivist im Bereich Patentpolitik, geistige Eigentumsrechte und gemeinwohlorientierter Journalismus.
Von September 2021 bis Juli 2023 übernahm er die Bereichsleitung Finanzen und Zentrale Dienste bei Wikimedia Deutschland. Zuvor war er Geschäftsführer des Rechercheverbunds Investigate Europe (IE). Seit 2019 ist er Mitglied des ehrenamtlichen Vorstandes von Ärzte ohne Grenzen Deutschland. Zudem ist er seit 2021 einer der Gründungsvorsitzenden des Forums Gemeinnütziger Journalismus e. V.

## Karriere
Moldenhauer studierte mit einem Stipendium der Studienstiftung des deutschen Volkes Physik an der Carl von Ossietzky Universität Oldenburg und der University of Waikato in Neuseeland. Nach dem Diplom arbeitete Moldenhauer vier Jahre lang, von 1996 bis 2000, als Wissenschaftler am Potsdam-Institut für Klimafolgenforschung, wo er sich den Möglichkeiten und Grenzen qualitativer und semiqualitativer Modellierung von Natur-Gesellschafts-Interaktionen, etwa dem Syndrom-Ansatz, widmete.
Ende 2000 gründete Moldenhauer mit anderen Attac Deutschland. Von diesem Zeitpunkt an bis Mitte 2006 verantwortete Moldenhauer als erster Webmaster die Website von Attac Deutschland. Darüber hinaus arbeitete Moldenhauer von 2001 bis 2003 für die Informationsstelle Lateinamerika. 2001 trat Moldenhauer für sechs Jahre (bis Mitte 2007) als Mitglied dem Attac-Koordinierungskreis bei und somit gleichzeitig auch dem Attac-Rat. In dieser Funktion wurde er öffentlich bekannt, da er als Attac-Vertreter häufiger in die Medien eingeladen wurde und einige Attac-Basistexte mitverfasste. Auch die bundesweiten Attac-Arbeitsgemeinschaften „Wissensallmende“ und „Welthandel und WTO“ gründete er mit. Später galt sein ehrenamtliches Engagement hauptsächlich dem Netzwerk freies Wissen  und der Kampagne Fairsharing – Die Kulturflatrate. Er ist Vorstand im Attac-Gründungs- und Mitgliedsverband Share e. V. Anfangs arbeitete Attac noch vom Büro von Share e. V. in Verden aus. Der Verein war in den Attac-Gründungsjahren als Trägerverein für die Finanzen und personell für den Aufbau des Netzwerks zuständig. 2004 bis 2006 war Moldenhauer bei Share e. V. angestellt.
Von 2007 bis 2013 arbeitete Moldenhauer für die Medikamentenkampagne von Ärzte ohne Grenzen für den Zugang zu lebenswichtigen Medikamenten. 2012 war Moldenhauer für Ärzte ohne Grenzen in einem Projekt in Swasiland als Koordinator für Advocacy tätig.
2012 verfasste Moldenhauer – gemeinsam mit Philipp Frisch und Spring Gombe-Götz – für das Büro für Technikfolgenabschätzung beim Deutschen Bundestag (TAB) eine Studie über die Möglichkeiten zur Förderung von Forschung und Entwicklung im Bereich vernachlässigte Krankheiten.
2013 wechselte Moldenhauer von Ärzte ohne Grenzen zunächst zu SumOfUs und anschließend zu Campact. 2014 konzipierte er die europäische Kampagnenplattform WeMove.EU, für die er die erste dreijährige Amtsperiode, 2015–2018, als Geschäftsführer tätig war. WeMove.EU erreichte im April 2018 über 900.000 Mitglieder. Im November 2016 wurde WeMove.EU der Europa-Lilie Preis für bürgerschaftliches Engagement der Europa Union Deutschland verliehen.
Für die Journalisten beim Rechercheverbund Investigate Europe organisierte Moldenhauer die Gründung als europäische Genossenschaft und ist seit 2019 ihr Geschäftsführer. Vom 15. September 2021 bis Ende Juli 2023 war er Bereichsleiter Finanzen und Zentrale Dienste bei Wikimedia Deutschland.

## Parteimitgliedschaft
Von 1988 bis 2002 war Moldenhauer Mitglied von Bündnis 90/Die Grünen. Er war unter anderem Mitglied des Landesvorstandes in Niedersachsen und Schatzmeister des Landesverbandes Brandenburg. 1996 wurde er für Bündnis 90/Die Grünen in den Rat der Stadt Oldenburg (Oldb) gewählt. Er war Gründungsmitglied der Grünen Jugend.

## Erfolge
Moldenhauer engagierte sich schon früh im Bereich des geistigen Eigentums. Auf ihn geht die erste öffentliche Verwendung des Begriffes „Kulturflatrate“ zurück. Er war an der Gründung verschiedener Organisationen beteiligt, die auf negativen Auswirkungen geistiger Eigentumsrechte in den Bereichen Umwelt, Kultur und Medizin aufmerksam machen wollen. Gerade in Ländern des globalen Südens führten die engen rechtlichen Schranken, die unter andern vom TRIPS-Abkommen der Welthandelsorganisation vorgegeben werden, zu erheblichen Problemen in der Entwicklung.
Als Koordinator der deutschen Medikamentenkampagne von Ärzte ohne Grenzen kritisiert Moldenhauer immer wieder die problematischen Auswirkungen von Patenten auf Medikamente, die die Versorgung der Entwicklungsländer mit dringend benötigten Medikamenten unbezahlbar mache und die Produktion von alternativen, billigeren Generika verhindere. Er forderte daher unter anderem die Einrichtung eines Patentpools, der die Produktion neuer Medikamente, vor allem antiretroviraler Medikamente, vereinfachen könnte.

## Schriften (Auswahl)
- Kulturflatrate statt Knast. Spiegel Online netzwelt, 22. Juli 2004
- G8 – zu Risiken und Nebenwirkungen. In: Blätter für deutsche und internationale Politik, Ausgabe 6/2007.
- Patente gefährden die Versorgung mit Medikamenten. In: Wem gehört die Welt? (PDF; 2,54 MB) ISBN 978-3-86581-133-2.
- mit Sebastian Bödeker und Benedikt Rubbel: Wissensallmende – Gegen die Privatisierung des Wissens der Welt. AttacBasisTexte 15, VSA-Verlag 2005, ISBN 3-89965-118-9.
- mit H.J. Schellnhuber, A. Block, M. Cassel-Gintz, J.P. Kropp., G. Lammel, W. Lass, R. Lienenkamp, C. Loose, M.K.B. Lüdeke, G. Petschel-Held, M. Plöchl, F. Reusswig: Syndroms of global change. In: GAIA, 6 (1), 1997, S. 19–34
- mit G. Petschel-Held, A. Block, M. Cassel-Gintz, J.P. Kropp., M.K.B. Lüdeke, F. Reusswig, H.J. Schellnhuber: Syndromes of Global Change: A Qualitative Modeling Approach to Support Global Environmental Management. In: Environmental Modeling and Assessment, 4, 1999, S. 295–315 (doi:10.1023/A:1019080704864)
- mit K. Eisenack und F. Reusswig: Möglichkeiten und Grenzen qualitativer und semiqualitativer Modellierung von Natur-Gesellschafts-Interaktionen. In: I. Balzer, M. Wächter (Hrsg.): Sozial-ökologische Forschung. Ergebnisse der Sondierungsprojekte aus dem BMBF-Förderschwerpunkt. Ökom-Verlag, München, S. 377–388.
- mit M.K.B. Lüdeke (2002): Climate sensitivity of global terrestrial net primary production (NPP) calculated using the reduced-form model NNN (PDF; 1,7 MB) In: Clim. Res. Vol., 21, 2002, S. 43–57